# 直刀

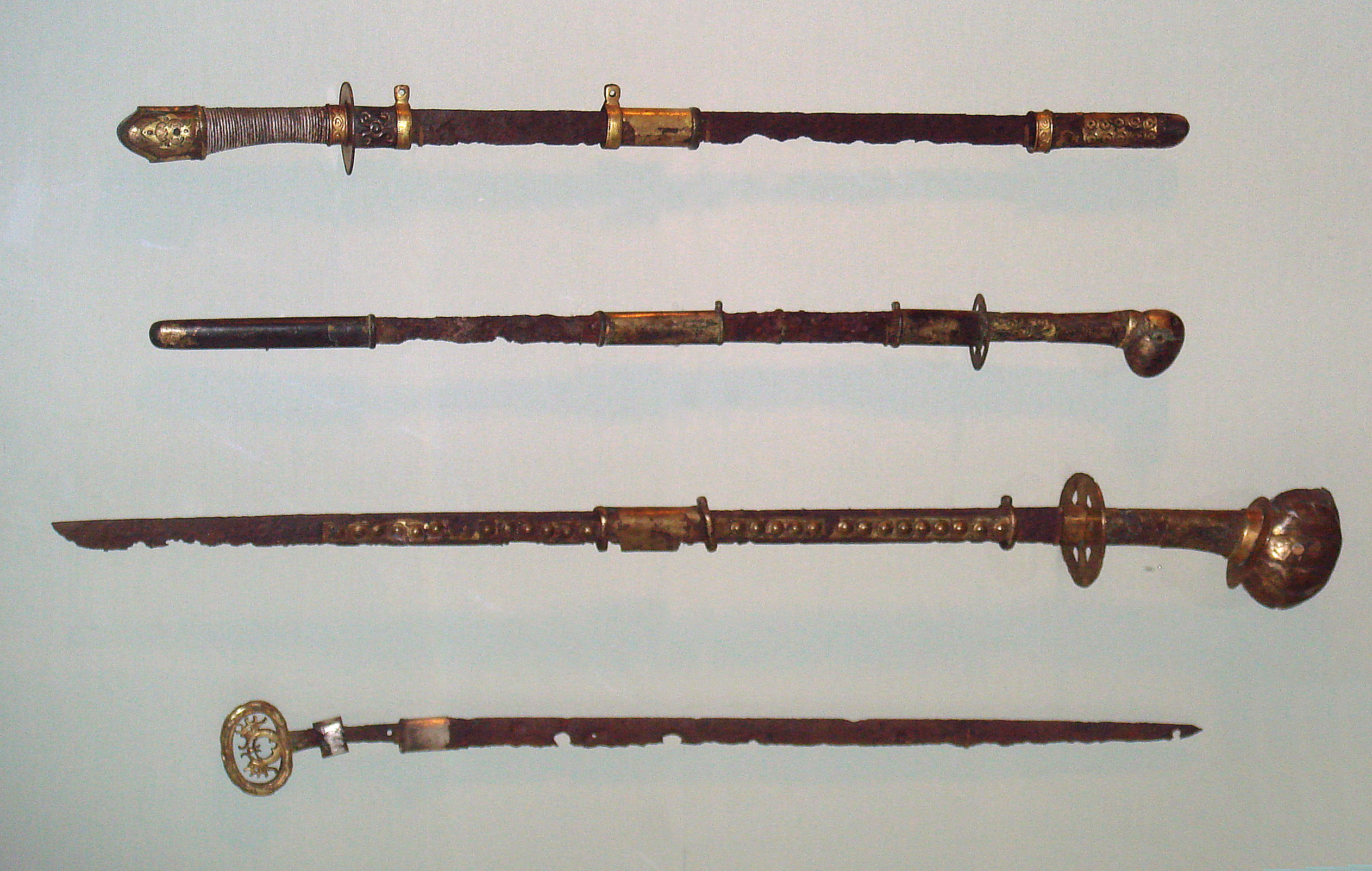
古墳時代の直刀。メトロポリタン美術館所蔵。

直刀（ちょくとう）とは、刀のうちで刀身に反りのないまっすぐな形の物の事。対して、反りを持つものは彎刀（わんとう）という。
日本では、平安時代中期以前のものはこの形となり、それ以降の刀身に鎬があり反りをもった彎刀を太刀（たち）と呼び、直刀には大刀（たち）の字を当てる。また短いものは横刀（たち）の字を当てる。日本美術史および日本刀研究における分類では「上古刀」に位置づけられるものである（日本刀の項も参照）。

## 直刀の歴史（日本）

### 弥生時代
日本における直刀の出現は、弥生時代の後期中葉に遡り、墳丘墓などの遺跡から西日本を中心に出土している。茎（なかご）の尻に鉄製の環が付く「素環頭大刀（そかんとうのたち）」の他、環のつかないものも出土しているが、多くは中国大陸からの舶載品と考えられている。

### 古墳時代
鉄製の刀剣が日本で生産されるようになったのは古墳時代以降だが、古墳時代前半代は、直刀よりも直刃、両刃の直剣が多かった。両刃の剣は5世紀末までに廃れ、古墳時代後期以降は直刀が用いられた。同時代後期の直刀は、「装飾付大刀」と呼ばれ、金・銀・金銅装の煌びやかな刀装具に飾られたものが大量に出現した。本来の武器としての使用の他に、儀礼用（儀仗）に使われることもあり、刀身に文字が彫ってある物も散見される。
蝦夷は蕨手刀と呼ばれる直刀を使用していたが、次第に柄部が反り騎乗にて振り下ろす使い方に適すようになり、毛抜形蕨手刀を経て、次第に和人へ伝わり彎刀となり、毛抜形太刀を経て日本刀へと進化していった。
これに対して津野仁は、方頭大刀のうち共鉄造りのものが日本刀の出発点であるとして、日本刀の起源に一石を投じた。

### 飛鳥・奈良時代
中大兄皇子、中臣鎌子らの起こした乙巳の変辺りから切刃造りの直刀が出土していることから、飛鳥時代にはすでに平造り・切刃造りの直刀が製造されたことが窺える。

### 柄の長さの変化
古墳時代全体を通して直刀の柄の長さは15センチ以上の両手持ちが用いられたが、6世紀後葉になると、柄の長さ10センチ以下の片手持ちの直刀が主流となり、刀身も75センチ以下となる。推古朝期に両手打ちから片手打ちへと変化したのは、馬具の出土量の増加からも、騎兵戦闘を指向して武器の換装が行われたものと考えられている。

### 北海道における直刀
本州・四国・九州においては、平安期以降、彎刀の出現と共に直刀は廃れていくが、北海道においては、13世紀 - 14世紀まで木柄・直刀が確認され、この頃に出現し始めた蝦夷刀・蝦夷拵が15世紀に確立するまで続いた(関根達人 & 佐藤里穂 2015)。

## 著名な直刀
- 東大寺山古墳出土環頭大刀（文化庁、重要文化財）中平年銘 2世紀 115.0cm
- 江田船山古墳出土銀象嵌銘直刀（東京国立博物館、国宝）5世紀 - 6世紀 90.6cm
文化庁 文化遺産オンライン 銀象嵌銘大刀
- 金銅荘環頭大刀（きんどうそうかんとうのたち）：高知小村神社、国宝 7世紀 刃長68.2cm 全長119.0cm
日高村HP日高村文化財 国宝 金銅荘環頭大刀拵太刀身
- 丙子椒林剣（へいししょうりんけん）：四天王寺、国宝 7世紀 刃長65.8cm
- 七星剣（しちせいけん）：四天王寺、国宝 7世紀 刃長62.1cm
- 水龍剣（すいりゅうけん）：東京国立博物館、重要文化財 8世紀 刃長62.1cm
- 金銀鈿荘唐大刀（きんぎんでんそうのからたち）：正倉院宝物 8世紀 刃長78.2cm
宮内庁：正倉院HP 金銀鈿荘唐大刀
- 黒漆剣（こくしつけん）：鞍馬寺、重要文化財 9世紀 刃長76.7cm
- 騒速（そはや）：清水寺（加東市）、重要文化財 9世紀 刃長41.1cm
- 西野山古墓出土品金装大刀：京都大学総合博物館、国宝 9世紀 現存長71.5cm、反り0.5cm
- 布都御魂剣（ふつのみたまのつるぎ）：鹿島神宮、国宝 9世紀 223.5cm
鹿島神宮HP 宝物：直刀
- 直刀（個人蔵、重要文化財）8世紀 刃長62.2cm
- 石灯籠切虎徹：個人蔵、江戸時代　二尺一寸三分（約64.5センチメートル）の直刀。刀銘「長曽祢興里入道乕徹　石燈篭切」。本阿弥光遜の著書『刀談片々』では虎徹の作品で最も著名とされる。原田道寛の著書『大日本刀剣史』では、反り少しもなく、真の直刀なりとある[6]。
- 須賀利御太刀：神宮式年遷宮に併せて調製される伊勢神宮内宮の御装束神宝の一つ。直刀（大刀）であるが「太刀」と呼ばれている。

## 備考
- 魏の皇帝は、卑弥呼に対して、諸々の器物を与えたが、その中には、五尺刀二口も含まれている。魏の五尺を120.6センチとすると、日本で出土する3世紀頃の鉄刀は、どれも100センチ前後であり、今のところ、魏の五尺刀とみられる鉄刀は発見されていない[7]。その為、当時の倭人にとって、五尺刀はかなり長大な刀とみられる。
- 弥生時代後期の倭王は大陸の皇帝に鉄刀を賜る事で、権威を誇示した。こうした大陸皇帝の政策（懐柔）を倭国の政治的中心国であった大和国も模しており、大陸の影響力が低くなった4世紀代から5世紀にかけて鉄剣・鉄刀を与えている。
- 古墳後期の直刀の柄の長さの変化は、騎馬民族王朝説の否定にも繋がっている。古墳前・中期に列島を征圧していったとするなら、所持している刀の柄は騎上で実戦的な片手打ちが主流でなければおかしく、出土している両手打ち（古墳前中期で主流）の直刀の柄とは矛盾している（柄の長さからして騎兵向きといい難い）[8]。